# Musée slovène d'histoire naturelle
Le Musée slovène d'histoire naturelle est un musée d'histoire naturelle situé à Ljubljana.

## Galerie

Quelques éléments conservés
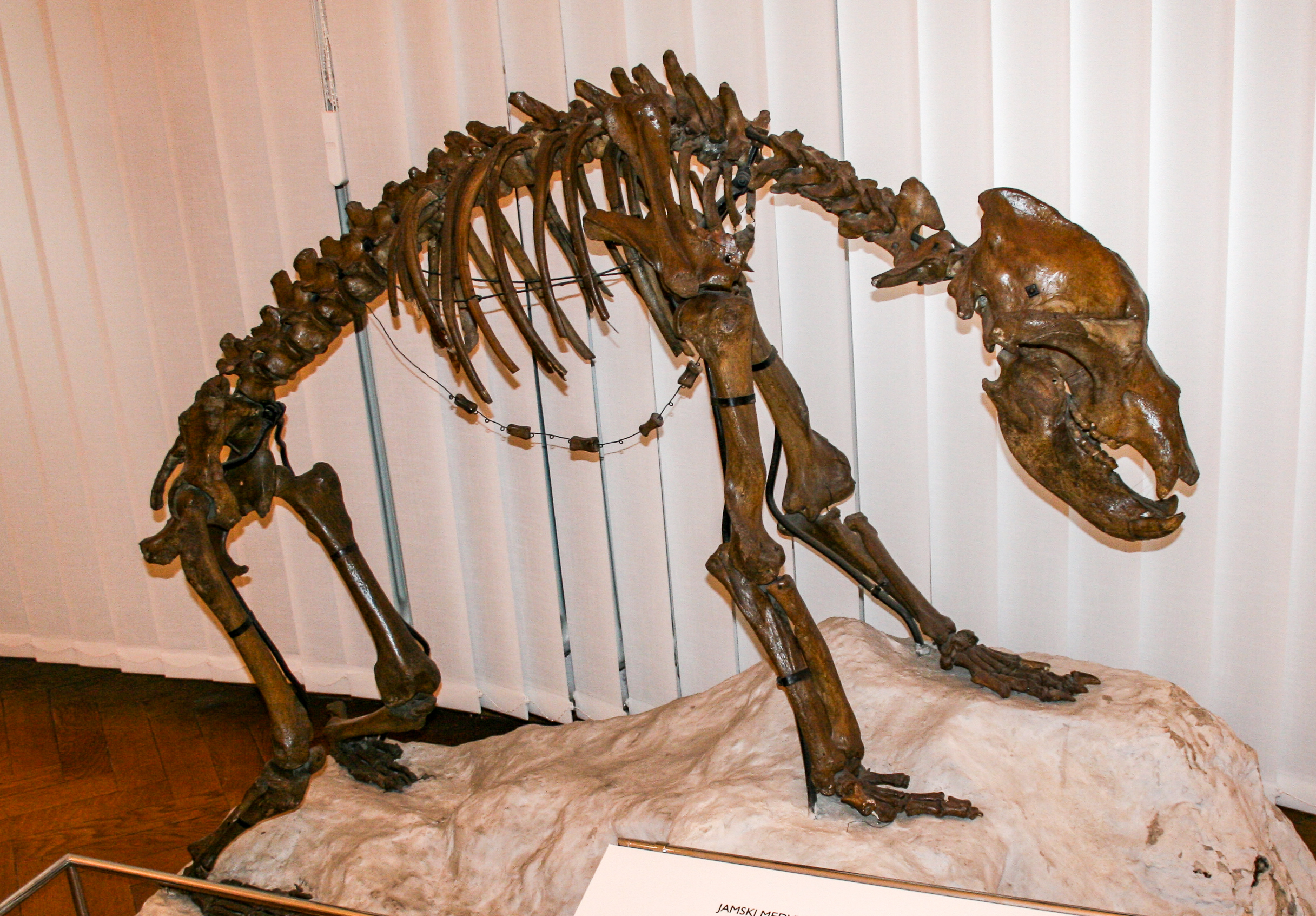
Squelette d'Ursus spelaeus
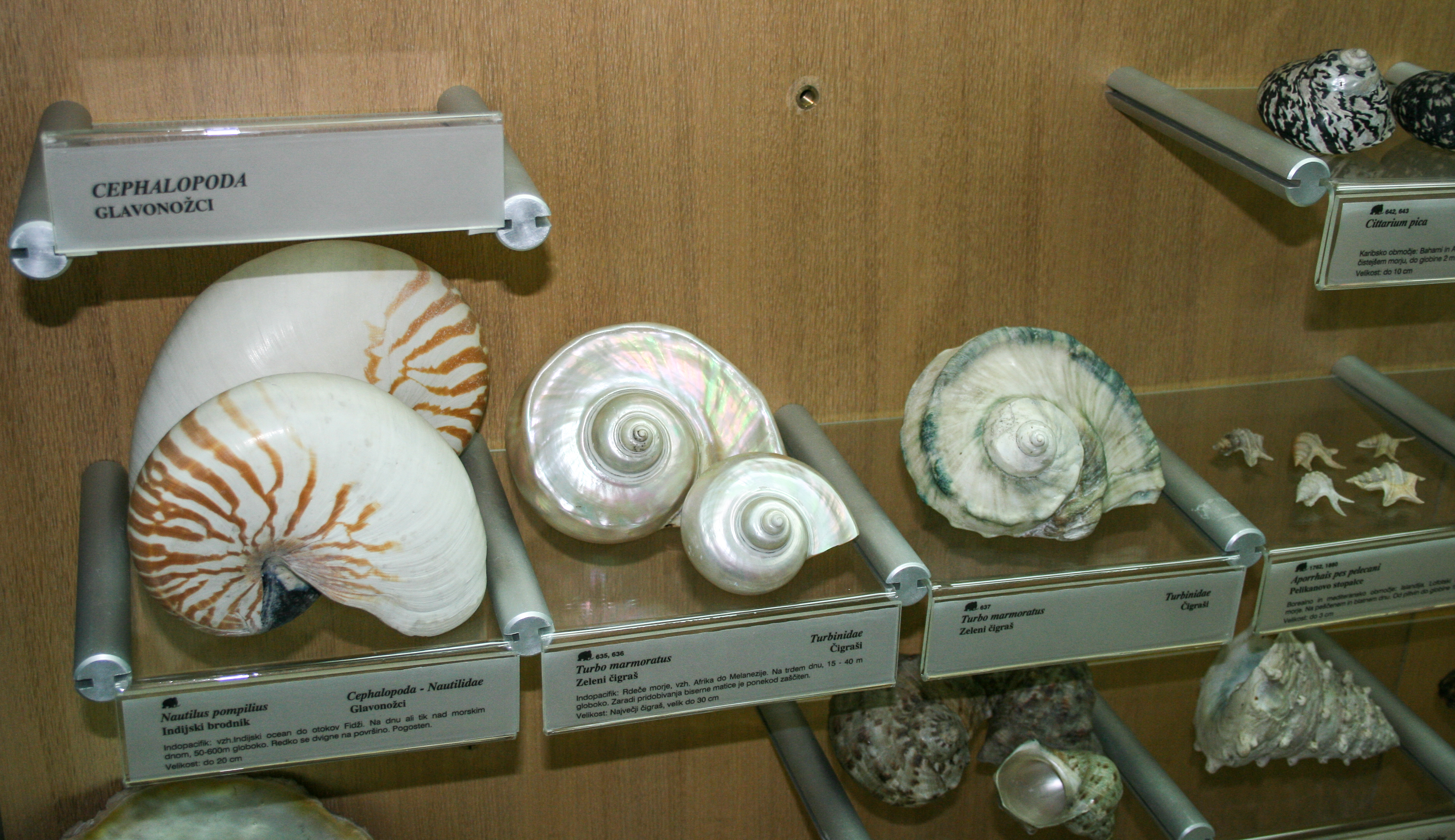
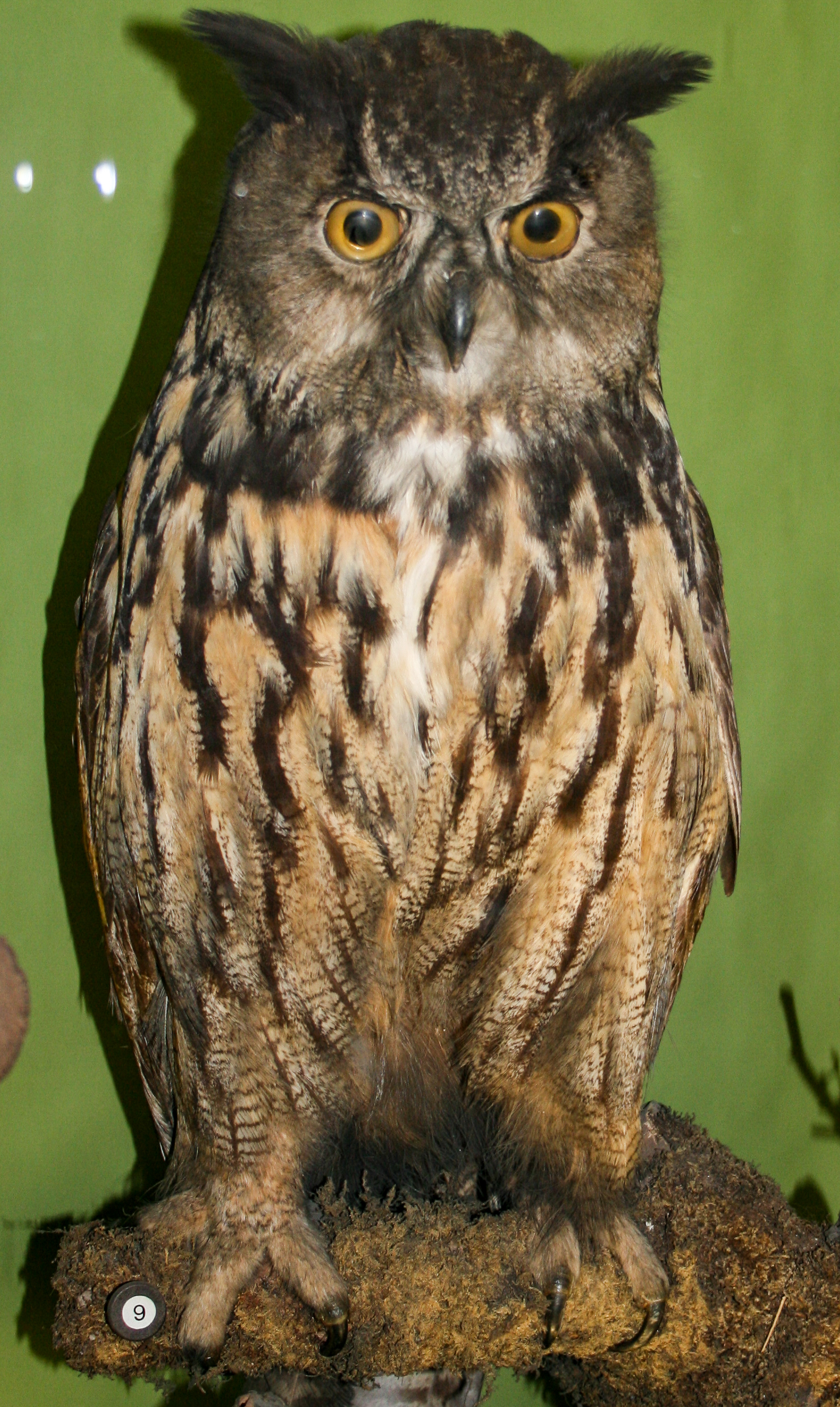